# Uncle Wiggily in Connecticut
Uncle Wiggily in Connecticut (deutsche Erstübersetzung unter dem Titel Onkel Wackelpeter in Connecticut von Elisabeth Schnack, 1966) ist eine Kurzgeschichte des amerikanischen Schriftstellers J. D. Salinger, die nach ihrer Erstveröffentlichung am 20. März 1948 im New Yorker 1953 in die Sammlung Nine Stories (dt. Neun Erzählungen in der Übersetzung von Elisabeth Schnack und Annemarie und Heinrich Böll, 1966) aufgenommen wurde.
Onkel Wackelpeter in Connecticut schildert einen kurzen Ausschnitt aus dem Leben der Protagonistin Eloise Wengler, der im Verlauf dieser Erzählung schmerzhaft bewusst wird, wie sehr sie sich seit ihrer Studienzeit in den letzten Jahren zum Negativen verändert hat. Am Ende der Kurzgeschichte verdichtet sich die Selbsterkenntnis der Protagonistin, dass sie sich von einem einst lebensfrohen und warmherzigen Mädchen nach ihrer Hochzeit und der Geburt ihrer Tochter zu einer frustrierten, verbitterten Haus- und Ehefrau gewandelt hat.

## Inhalt
Die Erzählung beginnt mit dem verspäteten Besuch der unverheirateten, berufstätigen Mary Jane, einer früheren Zimmergenossin aus den alten College-Zeiten, bei Eloise Wengler. Die Beschreibung des äußeren Rahmens der Begegnung deutet bereits zu Beginn auf eine Atmosphäre der Unordnung, des Schmutzes, der Unzufriedenheit und des Ekels. So heißt es von Mary Jane, sie sehe „verstört, ja sogar zerknirscht“ („upset, even fouled“, S. 19; dt. wörtlich eher „grauenhaft“ bzw. „schmutzig“) aus. Das „ganze verdammte Mittagessen“ („whole damned lunch“, S. 19) ist angebrannt; der Grund für Mary Janes freien Tag ist eine Hernie ihres Arbeitgebers. Eloise wirft ihre Zigarettenstummel einfach in den „schmutzigen Schnee“ („the soiled snow underfoot“, S. 20); dieser schmutzige Schneeschlamm („filthy slush“, S. 22) draußen erstarrt wiederum langsam zu Eis. Auf dem Fensterkreuz zwischen den Scheiben des Wohnzimmerfensters befindet sich eine dicke Schmutzschicht („grit ...on one of the crosspieces beween the panes“, S. 22); die Gastgeberin hat keine Zigaretten mehr und raucht stattdessen die ihrer Besucherin, da das „blöde Dienstmädchen“ („dopey maid“, S. 20) wohl nicht wisse, was sie mit den zwei Kartons Zigaretten mache solle, die Eloise kurz zuvor vor ihrer Nase ausgepackt habe. Missgelaunt stellt Eloise fest, sie habe keinen einzigen „elenden Fetzen“ zum Anziehen („I don‘t have one damn thing holy to wear“, S. 21) und es gebe „im ganzen verdammten Haus“ nicht ein einziges Kissen, das sie ausstehen könne (S. 23); das Blech mit den Eiswürfeln für die alkoholischen Getränke lässt sie beim Herausnehmen fallen, um das Dienstmädchen aufzuschrecken, das auf seinem „dicken schwarzen Hintern“ sitzt und den Roman „Das Gewand“ liest („sitting on her thick black butt reading ’The Robe‘“, S. 22).
In dem weiteren durch Alkohol aufgelockerten Gespräch mit der Besucherin stellt sich heraus, dass die Gastgeberin keinen Kontakt zu ihren kinderlosen Nachbarn hat (S. 27). Obwohl Eloise nur eine einzige Tochter hat, wird sie von den Nachbarn als „Die fruchtbare Fanny“ („Fertile Fanny“, S. 27) bezeichnet. Eloise hat sich ihrerseits an dieses hartherzige, bezugslose und oberflächliche Umfeld angepasst; ihre Interessen beschränken sich überwiegend auf die unverbindliche Welt des Films und der Mode.
Ihre lieblose Ehe beruht, wie sie ihrer Freundin anvertraut, auf einer Lüge: Ihr Mann hatte ihr vor der Hochzeit vorgegaukelt, das Werk Jane Austens sehr zu schätzen; kurz nach der Eheschließung stellte Eloise jedoch fest, dass er noch keinen einzigen Roman von Austen gelesen hatte und sich seine Interessen auf Cartoons und Trivialliteratur beschränkten (S. 32).
Tagsüber ist Eloise allein; ihr Mann arbeitet als Pendler in der Stadt. Ihre Tochter, die stark kurzsichtige Ramona, war zuvor offensichtlich lange Zeit krank. Ramona lebt ganz in ihrer kindlichen Welt und hat keine tiefer gehende Beziehung zu ihrer Mutter. Eloises Schwiegermutter ist ihr fremd und verhasst. In dieser Umgebung hat Eloise angefangen zu trinken, um ihre bedrückende Lebenssituation zu vergessen; zudem ist sie ungerecht und gemein geworden. So schlägt sie beispielsweise ihrem Dienstmädchen grundlos die Bitte ab, deren Ehemann angesichts des harten Winterwetters die Nacht im Haus verbringen zu lassen; kaltherzig merkt sie nur an, sie betreibe schließlich kein Hotel („I‘m not running a hotel“, S. 36). Des Weiteren belügt sie am Telefon ihren Ehemann, als dieser in der eisigen Kälte darauf wartet, von ihr am Bahnhof abgeholt zu werden. Sie gibt vor, sie könne den Wagen nicht aus der Garage holen, da Mary Jane die Einfahrt zugeparkt und ihren Autoschlüssel im Schnee verloren habe. Bissig schlägt sie dann ihrem Mann vor, er könne ja mit den anderen Männern „einen Infanterie-Zug bilden“ und gemeinsam mit ihnen nach Hause marschieren. Dem Dienstmädchen trägt sie auf, nicht vor acht Uhr aufzutragen, da Herr Wengler sich etwas verspäten werde (S. 35).
Die beiden Frauen nehmen weiter alkoholische Getränke zu sich und plaudern über frühere Mitstudierende an ihrem College, das Eloise 1942 im zweiten Studienjahr verlassen musste, da sie im Schlafsaalgebäude „mit einem Soldaten im geschlossenen Fahrstuhl ertappt worden war“ (S. 20). Ihre Freundin Mary Jane brach das College etwa einen Monat später ab, um einen Fliegerkadetten zu heiraten (S. 20).
Enthemmt durch den reichlich genossenen Alkohol beginnt Eloise von Walt Glass zu erzählen, ihrem humorvollen und stets gut gelaunten Geliebten aus einer glücklichen Vergangenheit („the only boy I ever knew that could make me laugh. I mean really laugh“, S. 28), und erzählt ihrem Gast vertraulich, sie bereue zutiefst ihren Mann Lew geheiratet zu haben. 
Walts sinnloser Tod bei einem geradezu absurd erscheinenden Unfall während seines Militärdienstes im Pazifik, über dessen Hintergründe Eloise nicht weiter reden möchte (“I don‘t know exactly”, S. 33) ist der wesentliche Grund für ihre Veränderung von einem lebensfrohen, lustigen Mädchen zu einer oberflächlichen, verbitterten und gefühlskalten Frau. Ihr Ehemann Lew kann den verstorbenen Geliebten, der mit seinen ausgefallenen Scherzen und seiner Fröhlichkeit ihr Leben unbeschwert und lebenswert gemacht hatte (S. 28 f.), nicht ersetzen. Aus Eloises Sicht ist er ungebildet und nicht sonderlich intelligent („damn unintelligent“, S. 33); so kennt er Jane Austens Werk überhaupt nicht und liest einzig einen trivialen Roman von L. Manning Vines, da dessen sadistischer Inhalt ihn anspricht.
In ihrer verklärenden Rückschau erinnert Eloise sich an einen Vorfall, als sie bei dem Versuch, einen abfahrenden Bus einzuholen, hinfiel und sich einen Knöchel verstauchte. Da sagte Walt in netter Form („nice“): „Armer Onkel Wiggily!“ und meinte damit ihren Knöchel („He said, ’Poor Uncle Wiggily. He meant my ankle“, S. 29).
Bei der Vorstellung ihrer Tochter Ramona zwingt Eloise nach einer aufdringlichen Frage der neugierigen Mary Janes das kleine Mädchen dazu, seinen rein imaginären, d. h. nur in der kindlichen Vorstellungswelt existierenden, Freund Jimmy Jimmereeno (S. 25–27) preiszugeben und damit zu entweihen. Nach dieser grausamen Zerstörung ihrer kindlichen Wunsch- und Ersatzwelt geht Ramona nochmals nach draußen, um – wie sie sagt – wieder mit ihrem Freund Jimmy zu spielen.
Als Ramona wieder ins Haus kommt, erklärt ihr Mary Jane, ihr Freund Jimmy sei überfahren worden und gestorben. Eloise schließt sich Mary Jane an und fordert Ramona auf, zu wiederholen, was mit Jimmy geschehen sei. Teilnahmslos wiederholt Ramona Mary Jane's Neuigkeit von Jimmy's Tod. Eloise schickt Ramona wegen angeblichen leichten Fiebers ins Bett, ohne sich weiter um sie zu kümmern. 
Erst später am Abend begibt Eloise sich in betrunkenem Zustand in das Kinderzimmer, um nach ihrer Tochter zu sehen. Da Ramona ganz auf der Außenkante des Bettes schläft, weckt Eloise sie auf und fragt nach dem Grund, Jimmy Jimmereeno sei doch überfahren worden. Als ihre Tochter daraufhin verschlafen antwortet, sie wolle Mickey Mickeranno nicht wehtun, zieht Eloise Ramona gegen deren Willen in die Mitte des Bettes und befiehlt ihr mit kreischender Stimme, in dieser Position wieder einzuschlafen. (S. 36 f.)
Eloise verharrt längere Zeit an der Türschwelle, stürzt danach im Dunklen zu Ramonas Bett, ohne den Schmerz von einem Stoß mit ihrem Knie gegen die Bettkante zu spüren, ergreift voller Tränen die Brille ihrer Tochter, presst sie gegen ihre Wangen und sagt dabei immer wieder „Poor Uncle Wiggily“ (S. 37). Anschließend steckt sie das Betttuch fest und gibt der ebenfalls weinenden Ramona einen Kuss.
Die Kurzgeschichte endet damit, dass Eloise in schluchzendem und flehendem Ton ihren Gast fragt: „Ich war ein nettes Mädchen, nicht wahr?“ („I was a nice girl, ... wasn‘t I?“, S. 38).

## Interpretationsansatz
Das Geschehen in Uncle Wiggily in Connecticut wird vorwiegend in szenischer Darstellung mit vielen längeren Dialogpassagen aus einer neutralen personalen Erzählperspektive dargestellt. Die Handlung, die nahezu wie ein dreiaktiges Drama aufgebaut und auf Eloises Selbstbewusstwerdung als Höhepunkt ausgerichtet ist, wird durch entsprechende Absätze und genaue Zeitangaben klar gegliedert. Dabei werden im ersten Teil, der auch einen kurzen auktorialen Einschub mit expositorischen Informationen zur Vorgeschichte enthält, im Wesentlichen Eloises Persönlichkeit und Charaktereigenschaften in der Erzählgegenwart präsentiert, während in dem zweiten Abschnitt vor allem die Vergangenheit aus dem subjektiven Blickwinkel der Protagonistin aufgerollt wird. Der dritte Teil dient zur weiteren Charakterisierung der Hauptfigur und endet damit, dass Eloise sich in einer plötzlichen Selbsterkenntnis wie in der Joyceschen Epiphanie ihres Persönlichkeitswandels bewusst wird.
Wie sich aus ihren Äußerungen ergibt, kam Eloise als naiv-unschuldiges Mädchen aus dem Mittleren Westen auf ein College an der Ostküste. Zu dem Zeitpunkt war sie ein recht empfindsames Mädchen, das beispielsweise eine ganze Nacht wegen einer abfälligen Bemerkung über ihr aus New Yorker Sicht unmodisches Kleid weinte, ansonsten aber recht lebensfroh und fröhlich war. Vor allem ihr fürsorglicher, humorvoller und zärtlicher Geliebter und Freund Walt Glass, den sie über alles liebte, konnte sie mit seiner komischen Art und seinen skurrilen Einfällen immer wieder zum Lachen bringen.
Als er ihren verrenkten Knöchel als „Poor Uncle Wiggily“ bezeichnet, spielt er damit auf die kindlich-märchenhafte, heile und liebevolle Welt des freundlichen, aber von Rheumatismus geplagten Kaninchens Uncle Wiggily an, das den Lesern im anglo-amerikanischen Bereich seit 1910 aus mehr als 15 Tausend beliebten Kindergeschichten von Howard Garis‘ (Bedtime Stories), die bis 1947 nahezu täglich veröffentlicht wurden, durchaus vertraut ist. In der deutschen Übersetzung von Elisabeth Schnack gehen diese für die Bedeutung der Kurzgeschichte wichtigen Assoziationen leider verloren, da die Übersetzerin diese Märchenfigur Uncle Wiggily offensichtlich fälschlicherweise für einen Phantasienamen hielt und mit Onkel Wackelpeter wiedergibt.
Der schmerzhafte Verlust ihres Geliebten durch einen unsinnigen tödlichen Unfall beim Verpacken eines Ofens während des Kriegs im Pazifik stellte einen entscheidenden Einschnitt im Leben der Protagonistin dar. Kurze Zeit nach dem Tod Walts versucht sie sich durch ein flüchtiges sexuelles Abenteuer im Fahrstuhl des College-Wohnheims mit einem anonym bleibenden Soldaten abzulenken. Diese für sie offenkundig emotional völlig bedeutungslose Beziehung – so erwähnt sie nicht einmal den Namen dieses Liebhabers – führt dazu, dass sie bereits im zweiten Studienjahr vom College verwiesen wird. Vermutlich aus Verzweiflung und möglicherweise auch aus Trotz heiratet sie kurz darauf Lew Wengler, der sich jedoch im Vergleich zu Walt als ein ganz anderer Mann entpuppt und für sie daher immer nur in dessen Schatten steht.
In den Augen Eloises ist ihr Ehemann ein relativ unkultivierter, primitiver Mensch („damn unintelligent“, S. 31), der nur über „cartoons“ (S. 29) lachen kann und sie vor der Hochzeit über seine wahren geistigen Interessen getäuscht hat, als er seine Faszination für das Werk von Jane Austen nur vortäuschte. 
Eloise befürchtet in ihrer unglücklichen Ehe nunmehr, ihr Mann könne aus Eifersucht auf den toten Walt mit Vorwürfen oder sie belastenden Anspielungen auf ihre frühere Beziehung reagieren; aus diesem Grunde verschweigt sie Lew alle Einzelheiten ihrer Beziehung zu Walt. Auch die Art und Weise, wie Eloise ihrer Besucherin gegenüber in äußerst abfälliger Weise über ihren Ehemann redet, zeigt eindeutig ihr Gefühl von Gleichgültigkeit und Ablehnung, wenn nicht sogar Abscheu. Dies ist sich gleichermaßen in ihrer Weigerung erkennbar, ihren Mann trotz der eisigen Kälte und des schlechten Wetters mit dem Wagen vom Bahnhof abzuholen.
Der Tod Walts und der Verlust des damit verbundenen unbeschwerten Glücks sowie das Zusammenleben mit ihrem ungeliebten Ehemann sind zweifellos wesentliche Gründe für den Wandel der Protagonistin zu einer verbitterten, unsympathischen, gefühlskalten Person, der gegenüber selbst die befreundete Besucherin erschrocken bemerkt: „Eloise, you‘re getting hard as nails“ (S. 23, dt.: „Wie kannst du bloß so hart sein“). Daneben sind jedoch weitere wichtige Ursachen festzustellen: Eloise hat kaum zwischenmenschliche Kontakte und leidet an ihrer Einsamkeit. Ihre Schwiegermutter ist ihr ebenso zuwider wie ihr Mann; die Beziehung zu ihrer eigenen Tochter, die sie selber völlig vernachlässigt und lieblos bzw. hartherzig behandelt, ist ebenso gestört; darüber hinausgehende Beziehungen zu ihrer Herkunftsfamilie bestehen nicht. Auch in dem unfreundlichen nachbarschaftlichen Umfeld ist sie völlig isoliert; die ohne Ausnahme kinderlosen Nachbarn bezeichnen sie nur bösartig als Fertile Fanny.
Das schwarze Dienstmädchen ist aus Eloises Sicht ebenfalls eine dumme, primitive Person („that dopey maid“, S. 20) und stellt für sie keine annehmbare Gesprächspartnerin dar; auch der Versuch, eine ehemalige Mitstudentin dazu zu bewegen, in ihre Nähe zu ziehen, ist fehlgeschlagen. Der gesamte Pendlervorort New Yorks in Fairfield County, Connecticut, in dem sie mit dem materiellen Wohlstand der gehobenen Mittelklasse lebt, weist eine kalte, sterile Atmosphäre auf, die zudem durch die abgestorbene, unfruchtbare Winterzeit weiter akzentuiert wird, in der sowohl die innere als auch die äußere Umwelt sich in einem Vereisungsprozess befinden.
Das Bedürfnis der Protagonistin nach menschlicher Wärme drückt sich darüber hinaus in ihrem Wunsch aus, wenigstens einen Cockerspaniel in ihrem Heim zu haben, der ihr „ähnlich sieht“ („What I need is a cocker spaniel ... Somebody that looks like me“ S. 24). Eloises Einsamkeit erklärt ebenso, warum sie ihre eher naive, aufdringliche Besucherin nicht so schnell wieder gehen lassen möchte (vgl. S. 22 und 28).
Eloise findet zudem keinerlei Erfüllung in ihrer Rolle als Hausfrau und Mutter. Der Haushalt wird von ihr völlig vernachlässigt; beispielsweise ist das Essen angebrannt und das Wohnzimmerfenster voller Schmutz. Als Mary Jane ihren Cocktail auf den Teppich schüttet und sich entschuldigt, reagiert Eloise nur mit der Bemerkung, der Teppich sei ihr ohnehin zuwider (S. 24). Ihre mehrfache, teilweise ironische Anspielung auf Mary Janes berufliche Tätigkeit („lousy career“, S. 22, und „innocent little career girl“, S. 30) verrät darüber hinaus ihren eigenen Wunsch, lieber beruflich tätig zu sein, statt den Haushalt führen zu müssen. Dieses Bedürfnis nach einer eigenen Berufstätigkeit zeigt sich gleichermaßen während des Gesprächs über Lew in ihrer unvermittelten Äußerung „Du hast wenigstens eine Stelle“ („At least, you have a job.“, S. 32).
Ihrer Tochter gegenüber, die im Aussehen Lew ähnelt (vgl. S. 24), stark kurzsichtig ist und längere Zeit krank war, verhält sie sich keinesfalls liebevoll oder fürsorglich. Eloise empfindet Ramona als Belastung; sie gängelt das Kind, ohne jemals ein Wort oder eine Geste der Zuneigung zu gebrauchen. Eloise ist in keiner Weise bereit, ihrer mütterliche Verantwortung für ihre Tochter nachzukommen; so schiebt sie beispielsweise Ramona trotz ihres Fiebers einfach an das Dienstmädchen ab und schickt sie allein ins Bett, ohne sich weiter um sie zu kümmern (S. 34).
Auf diese Weise bietet Eloise das Bild einer mit ihrer jetzigen Lebenssituation unzufriedenen, völlig frustrierten Frau, der eine als sinnvoll betrachtete Beschäftigung fehlt und deren seelische Bedürfnisse unbefriedigt bleiben. Mit ihrem kaltherzigen Zynismus schockiert sie dabei sogar ihre ehemalige Zimmergenossin. Dieser inneren Verhärtung der Protagonistin entspricht wiederum das bereits zuvor angesprochene Frostwetter und die eisige Winterlandschaft draußen, deren negative Bedeutung außerdem durch verschiedene Schmutzattribute verstärkt wird. Zusätzlich verdichten weitere Bemerkungen über Eis und Kälte, bedeutsamerweise auch im Zusammenhang mit Lew und seiner Mutter, die verweisende Funktion dieser frostigen Atmosphäre. So erwartet Eloise von ihrer Schwiegermutter einzig einen Eispickel als Erbstück (S. 21); in Lews Lieblingsbuch geht es um vier Männer, die im eiskalten Alaska in einem Iglu zu Tode kommen (vgl. S. 32.).
Groene zufolge kann Eloises psychischer Zustand als eine in der psychologischen Fachliteratur beschriebene, häufig zu beobachtende Reaktion auf Frustration betrachtet werden. Ihre fehlende Kontaktbereitschaft und die Flucht in den Alkohol als nahezu klassischer Form des Eskapismus (escapism) sind die Symptome eines Rückzugsverhaltens, in dem der Betroffene „den Kontakt mit den Mitmenschen und der Realität zu meiden“ versucht. Der Tod Walts wird von Eloise bewusst unterdrückt oder sogar verdrängt im Sinne eines „zielgerichteten Vergessens unlustbetonter seelischer Zustände“. Eloise schweigt z. B. Mary Jane gegenüber über die genaueren Umstände des tödlichen Unfalls von Walt, obwohl sie ansonsten in der durch reichlichen Alkoholkonsum enthemmten und vertraulichen Atmosphäre vor ihrer Freundin keinerlei Geheimnisse zu haben scheint. Die Schilderung des tragischen Vorfalls zeigt allerdings bei der in entspannter Haltung auf dem Teppich liegenden Eloise eine Art von erster karthartischer Wirkung; trotz ihrer zuvor gezeigten Gefühlskälte und Verhärtung beginnt sie zu weinen und zeigt damit, dass sie durchaus noch emotionale Regungen empfinden kann.
Neben der Gefühlskälte Eloises kann auch ihre auffallend aggressives Verhalten aus psychologischer Sicht als Reaktion auf Frustration erklärt werden; ihre Aggressivität äußert sich beispielsweise verbal in der gehäuften Verwendung der Fluchwörter „damn“ bzw. „godamn“ (S. 19, 21, 23, 24, 28, 31. 33. 35), in ihrem Befehlston gegenüber Ramona, ihrer zynisch-sarkastischen Redeweise in dem Telefonat mit ihrem Ehemann wie auch in der ohne Anlass feindseligen Einstellung dem schwarzen Dienstmädchen gegenüber. Auffällig ist dabei, dass insbesondere das Dienstmädchen durch den Namen „Grace“ (dt. „Anmut“ oder „Gnade“) und die Lektüre von Lloyd C. Douglas‘ historisch-religiösem Roman The Robe vom Autor positiv charakterisiert wird und derart ein Gegenbild zu der Aggressivität von Eloise bietet. Grace gibt Eloise dementsprechend auch keinen Grund für die schroffe Ablehnung ihrer Bitte, ihren Mann die Nacht über bleiben zu lassen. Elosises gereizte Stimmung führt darüber hinaus zu einem deutlich aggressiv bestimmten Handeln ihrer Tochter gegenüber, als sie deren Überschuh „mit soviel Kraft wie möglich“ („with as much force as possible“, S. 36) die Treppe hinunterschleudert.
Ramona, die in der kinderlosen Umgebung keine Spielgefährten findet, ist gleichermaßen vereinsamt wie Eloise. Ähnlich phantasiebegabt wie die etwa gleichaltrige Sybil Carpenter in A Perfect Day for Bananafish hat sie allerdings mit ihrer Einbildungskraft einen Freund erfunden. Jimmy Jimmereeno wird in ihrer kindlichen Vorstellungswelt zu ihrem steten Begleiter und damit zugleich zum Sinnbild ihrer Sehnsucht nach Schutz, Liebe und zwischenmenschlicher Nähe. Als Waisenkind ohne elterliche Fürsorge spiegelt Jimmy ihre eigene Lebenssituation, ist jedoch gleichzeitig als Phantasiegestalt allen Begrenzungen und Ansprüchen der Realität enthoben und lebt in seiner Unabhängigkeit ein heldenhaftes Leben. Statt der verhassten Überschuhe trägt er „Stiefel“ („boots“, S. 27) und hat ein „Schwert“ („sword“, S. 27), mit dem er die Angriffe von außen abwehren kann; mit seinen „grünen Augen“ („green eyes“) und seinem „schwarzen Haar“ („black hair“, S. 26) stellt er bereits aufgrund seines Aussehens etwas Besonderes dar.
Ähnlich wie der tote Walt Glass nur noch als Schatten aus der Vergangenheit Eloises in ihrer Erinnerungswelt heraufbeschworen werden kann und zum Inbegriff der reinen Liebe verklärt wird, ist auch Jimmy eine „Schattenfigur“, die nur in Ramonas Phantasie existiert und in ihrem heldenhaften Auftreten allen Bedingungen der Realität enthoben ist. Die Situation der Tochter ist in dieser Hinsicht eine Spiegelung der Lage ihrer Mutter; ebenso wie einst Walt für Eloise, ist jetzt Jimmy für Ramona ihr „beau“ (S. 26, dt.: „Freund“, auch „Liebhaber“) und wie ihre Mutter ist auch Ramona nur widerwillig bereit, etwas über ihren ureigensten Freund mitzuteilen.
Als ihr imaginärer Freund durch die aufdringliche Neugier der Besucherin entweiht wird, lässt Ramona ihn wie einst Walt durch einen Unfall sterben. In ihrer kindlichen Phantasiewelt ist freilich – anders als in der Vorstellungswelt ihrer Mutter – ein verlorener Freund leicht durch einen neuen ersetzbar. So schafft sie sich mit Mickey Mickeranno alsbald einen neuen Gefährten, dem sie wie schon vorher Jimmy den Platz in der Mitte ihres Bettes überlässt.
Als Eloise ihre Tochter später am Abend im Kinderzimmer aufsucht, wird ihr schließlich bewusst, dass sie „in ihrer Tochter und deren eingebildetem Freund nur einer Wiederholung ihres eigenen Geschicks gegenübersteht, daß ihre eigene Situation sich in der Gegenwart ihres Kindes konkretisiert.“ Der Verlust ihres geliebten Walt und ihre ganze „verpfuschte Existenz“ werden ihr erneut schmerzhaft bewusst; Ramonas starke Kurzsichtigkeit wird von ihr als Hinweis auf ihre eigene innere Schwäche erlebt. Auf diesem Hintergrund entlädt sich in ihrem durch Alkohol enthemmten Zustand ihre ohnmächtige Wut auf Ramona als „Sündenbock“ in einer äußerst aggressiven, boshaften Handlung: Sie zieht die verängstigte und wehrlose Ramona gewaltsam in die Mitte des Bettes und zwingt sie dazu, die Nicht-Existenz ihres erfundenen Freundes einzugestehen.
So wie ihr eigenes Leben verlogen und verfehlt ist und ihr einstiger Geliebter unwiederbringlich verloren ist, gönnt sie auch ihrer Tochter kein besseres Schicksal und zerstört grausam Ramonas Fluchtmöglichkeit in die Phantasie.
Die äußerste Aggressivität und Brutalität ihres Handeln bringt Eloise jedoch kurz darauf zur Besinnung und es kommt zu einem „shock of recognition“, der eine plötzliche Umkehr in ihrem Verhalten bewirkt.
Nachdem sie auf der Schwelle – dem Symbol des Übergangs – lange verharrt ist, ergreift sie unter Tränen Ramonas Brille, drückt sie gegen ihre Wangen und wiederholt mehrfach die Worte „Poor Uncle Wiggily“. Danach legt sie die Brille wieder auf den Nachttisch mit den Gläsern nach unten („lenses down“, S. 37). Ihre Worte sowie das Aufnehmen und Umdrehen der Brille, die die Trennung zwischen Mutter und Tochter symbolisiert, verdeutlichen in kaum merklicher und leicht zu übersehender Nuancierung die entscheidende Veränderung. Standen bis dahin die nach oben gerichteten Brillengläser „als das verachtete Zeichen der Krankheit“ zwischen Eloise und ihrer Tochter, so kehrt sie die Gläser nun nach unten und räumt damit symbolhaft das Hindernis in der Beziehung zwischen Mutter und Tochter aus dem Weg.
Wie einst Walt versuchte, sie mit den Worten „Poor Uncle Wiggily“ über ihre Verletzung hinwegzutrösten, wendet sie sich jetzt auch mit einer Geste liebevoller Fürsorge ihrem weinenden Kind zu, indem sie das Betttuch feststeckt und Ramona einen Kuss gibt. Ihre Worte sind jedoch ebenso ein „Zeichen der Trauer über sich selbst“ und vor allem „über den Verlust ihrer früheren Warmherzigkeit und Empfindsamkeit“ in ihrem damaligen unbeschwerten Leben mit dem humor- und phantasievollen Walt.
Das Ende der Kurzgeschichte bleibt offen; die Frage, ob Eloises Selbsterkenntnis die Grundlage für einen Neubeginn bedeuten kann und ob sie tatsächlich die Kraft finden wird, in Zukunft ein aufrichtigeres oder besseres Leben zu führen, ist nicht eindeutig zu klären.

## Werkgeschichtliche Zusammenhänge und Hintergründe in Salingers Fiktionswelt
Walt Glass, der verstorbene Geliebte Eloises, ist in den frühen Glass-Geschichten Salingers der Bruder von Seymour Glass, dem Protagonisten in A Perfect Day for Bananafish. Auch der jetzige Ehemann von Eloise erweist sich im weiteren Umkreis der Glass-Familie als der ehemalige Kommandant von Buddy Glass, der ihm nur widerstrebend Urlaub für die Hochzeit von Seymour Glass gewährte. Mit seiner vorgeblichen Lektüre von Jane Austen im Gegensatz zu seiner tatsächlichen Vorliebe für das triviale Werk von L. Manning Wines entsteht zugleich ein Kontrastpaar, das funktional dem von Rilke und Populärmagazin in A Perfect Day for Bananafish entspricht.
Wie in Uncle Wiggily spielt auch in dieser Erzählung das symbolische Motiv des Sehens eine wichtige Rolle. Während Seymour Glass als empfindsamer Außenseiter in einer oberflächlichen Welt „mehr sieht“ als die anderen und die Überfülle seiner Eindrücke und Empfindungen ihn dazu veranlasst, diese Welt freiwillig zu verlassen, ist Ramona Wengler, die im Gegensatz zu Seymour kaum sehen kann, dennoch ebenso eine einsame Außenseiterin in einer gefühllosen und grausamen Welt. Ihr Blick richtet sich nach innen, wo sie hinter ihren dicken Brillengläsern eine eigene Wunsch- und Phantasiewelt aufbaut, in der sie wiederum wie Seymour „mehr sieht“ als die anderen Gesunden und Oberflächlichen. Ramona kann – und das hat sie ihrerseits mit Sybil Carter in A Perfect Day for Bananafish gemeinsam – in ihrer kindlichen Unschuld noch frei von der Realität und Logik der Erwachsenenwelt ihre eigene bessere Welt mit ihrer Vorstellungskraft erschaffen und hierin Schutz finden. Sybil Carter lebt ebenso wie Ramona Wengler in dem fiktiven Ort „Whirly Wood“ in Connecticut.
Das in Uncle Wiggily am Ende anklingende Motiv des erlösenden bzw. rettenden Einflusses der kindlichen Unschuld auf den leidenden Erwachsenen in all seinen Verstrickungen greift Salinger immer wieder in seinem Erzählwerk auf, so z. B. mit der Figur der Esmé in der Kurzgeschichte For Esmé-with Love and Squalor (dt. Titel: Für Esmé mit Liebe und Unrat, auch: Für Esmé mit Liebe und Elend  ) und insbesondere in seinem 1951 veröffentlichten Roman A Catcher in The Rye, in dem der Protagonist Holden Caulfield schließlich durch die bedingungslose Liebe seiner kleinen Schwester Phoebe zur Annahme seines eigenen Platzes in der Gesellschaft gebracht wird. Das Leiden an der schmerzhaften Konfrontation mit der Welt der Erwachsenen teilt Holden Caulfield seinerseits wiederum mit Ramona Wengler. Holden möchte als „Fänger im Roggen“ andere Kinder vor jenem Sturz von der Klippe bewahren, der ihre kindliche Unschuld in einer Welt verlogener gesellschaftlicher Konventionen und Werte bedroht.
Die Protagonistin von Uncle Wiggily in Connecticut steht ihrerseits mit dem Verlust des geliebten Walt und ihrem unerfüllten Leben als Hausfrau und Mutter einerseits sowie ihrer am Schluss wieder erweckten mütterlichen Liebe andererseits ebenfalls in einem Spannungsfeld zwischen „love“ und „squalor“ in der demoralisierten amerikanischen Mittelschichtswelt der Vorstadt (suburbia). Dieses Spannungsfeld entspricht im fiktionalen Bezugssystem von A Catcher in The Rye dem dort ebenso zentralen Gegensatzpaar von nice (dt. „nett“) und phony (dt. „verlogen, falsch“).
Der Bezug auf das „nette“ Kaninchen Uncle Wiggily im Titel der Kurzgeschichte verweist dementsprechend auf eine märchenhafte „Welt der Liebe, der Warmherzigkeit und des phantasievollen Humors mit Walt“, während Connecticut dagegen den „Inbegriff des frustrierenden Lebens in einer sterilen, unfreundlichen Umgebung mit einem ungeliebten Mann“ verkörpert.

## Rezeption
Die Entstehung dieser Geschichte fällt in das Ende einer Schaffensphase Salingers in dem Zeitraum von 1948 bis 1953, die mit The Catcher in the Rye und jenen in den Nine Stories anthologisierten Erzählungen in der Salinger-Forschung allgemein als Höhepunkt seiner schriftstellerischen Tätigkeit betrachtet wird. Trotz seines insgesamt kontrovers diskutierten Ranges in der amerikanischen Literaturgeschichte hat er nicht nur mit dem vorstehenden Roman, sondern ebenso mit den in diesen Jahren entstandenen Erzählungen über das Schicksal der Glass-Familie unstrittig bedeutsame moderne Klassiker geschaffen.
Uncle Wiggily wird dabei von dem überwiegenden Teil der Kritiker neben A Perfect Day for Bananafish und For Esmeré  With Love and Sqalor allgemein zu den gelungensten Kurzgeschichten Salingers gezählt und von verschiedenen Kritikern wie etwa W. French sogar als seine beste short story gelobt. Die Darstellungsweise der Erzählung wird dabei verschiedentlich mit dem Stil Hemingways verglichen, während in typologischer Hinsicht Uncle Wiggily als eine Charaktergeschichte in der Tradition von Sherwood Anderson betrachtet worden ist, in der das eigentliche Handlungsgeschehen nur eine untergeordnete Rolle spielt.

## Filmadaption
Kurz nach der Erstveröffentlichung von Uncle Wiggily in Connecticut verkaufte Salinger die Filmrechte an den Produzenten Samuel Goldwyn, um so seine Karriere weiter voranzutreiben, obwohl er noch kurz zuvor Ernest Hemingway davor gewarnt hatte, seine Filmrechte an Hollywood zu verkaufen. Salinger verzichtete dabei sogar auf jegliche Möglichkeit einer Einflussnahme auf die geplante Filmversion.Uncle Wiggily in Connecticut blieb allerdings das einzige Prosawerk Salingers, das von ihm für eine Verfilmung freigegeben wurde.
Das Drehbuch für die Verfilmung wurde von Julius und Philip Epstein verfasst, die zu Salingers Entsetzen und großer Verärgerung seine Vorlage zu einer sentimentalen Liebesgeschichte mit einem versöhnlichen Ende in klassischer Hollywood-Manier umschrieben.  Die Verfilmung lief 21. Januar 1950 unter dem Titel My Foolish Heart (Angst vor der Schande) in den amerikanischen Kinos an und wurde zu einem Kassenerfolg. Die Filmversion wurde ebenso zweimal für den Academy Award nominiert, sowohl für die beste Darstellerin (Susan Hayward als Eloise) und die Filmmusik von Victor Young.

## Sekundärliteratur
- Peter Freese: J.D. Salingers Nine Stories · Eine Deutung der frühen Glass-Geschichten. In: Paul Gerhard Buchloh et al. (Hrsg.): Amerikanische Erzählungen von Hawthorne bis Salinger · Interpretationen. Kieler Beiträge zur Anglistik und Amerikanistik Band 6. Karl Wachholtz Verlag, Neumünster 1968, S. 242–283. Auch abgedruckt in: Peter Freese: Die amerikanische Kurzgeschichte • The American Short Story. Gesammelte Aufsätze • Collected Essays. Langenscheidt-Longman Verlag, München 1999, S. 195–232.
- Horst Groene: Jerome D. Salinger, ”Uncle Wiggily in Connecticut“. In: Peter Freese (Hrsg.): Die amerikanische Short Story der Gegenwart: Interpretationen. Schmidt Verlag, Berlin 1976, ISBN 3-503-01225-7, S. 110–118.

## Ausgaben in Buchform
- J. D. Salinger: Uncle Wiggily in Connecticut. In: J. D. Salinger: Nine Stories New York u. a., Little, Brown and Company 1981, S. 19–38.
- J. D. Salinger: Onkel Wackelpeter in Connecticut. In: J. D. Salinger: Neun Erzählungen. Rowohlt Verlag, Reinbek bei Hamburg 1968, ISBN 3-499-11069-5, S. 17–31.
- J. D. Salinger: Onkel Wiggily in Connecticut . In: J. D. Salinger: Neun Erzählungen. Dt. von Eike Schönfeld. Kiepenheuer & Witsch Verlag, Köln 2012, ISBN 978-3-462-04382-2.